# Scalpellum moraviense
Scalpellum moraviense är en kräftdjursart som beskrevs av Toni M. Withers 1953. Scalpellum moraviense ingår i släktet Scalpellum och familjen Scalpellidae. Inga underarter finns listade i Catalogue of Life.